# 瓦豪
瓦豪河谷（德語：Wachau）是奥地利梅尔克到克雷姆斯的一段多瑙河河谷，全长30公里，位於維也納近郊 ，该地区拥有完整的自史前时期演化至今的各时期的历史痕迹，拥有众多的历史古城和修道院。其中古镇迪恩施泰因是当年奥地利公爵利奧波德五世囚禁英格兰国王狮心理查的地方。该地区还是奥地利重要的葡萄酒产区，拥有大量的葡萄种植园。2000年，该地区被聯合國教科文組織列入世界文化遺產。

## 歷史

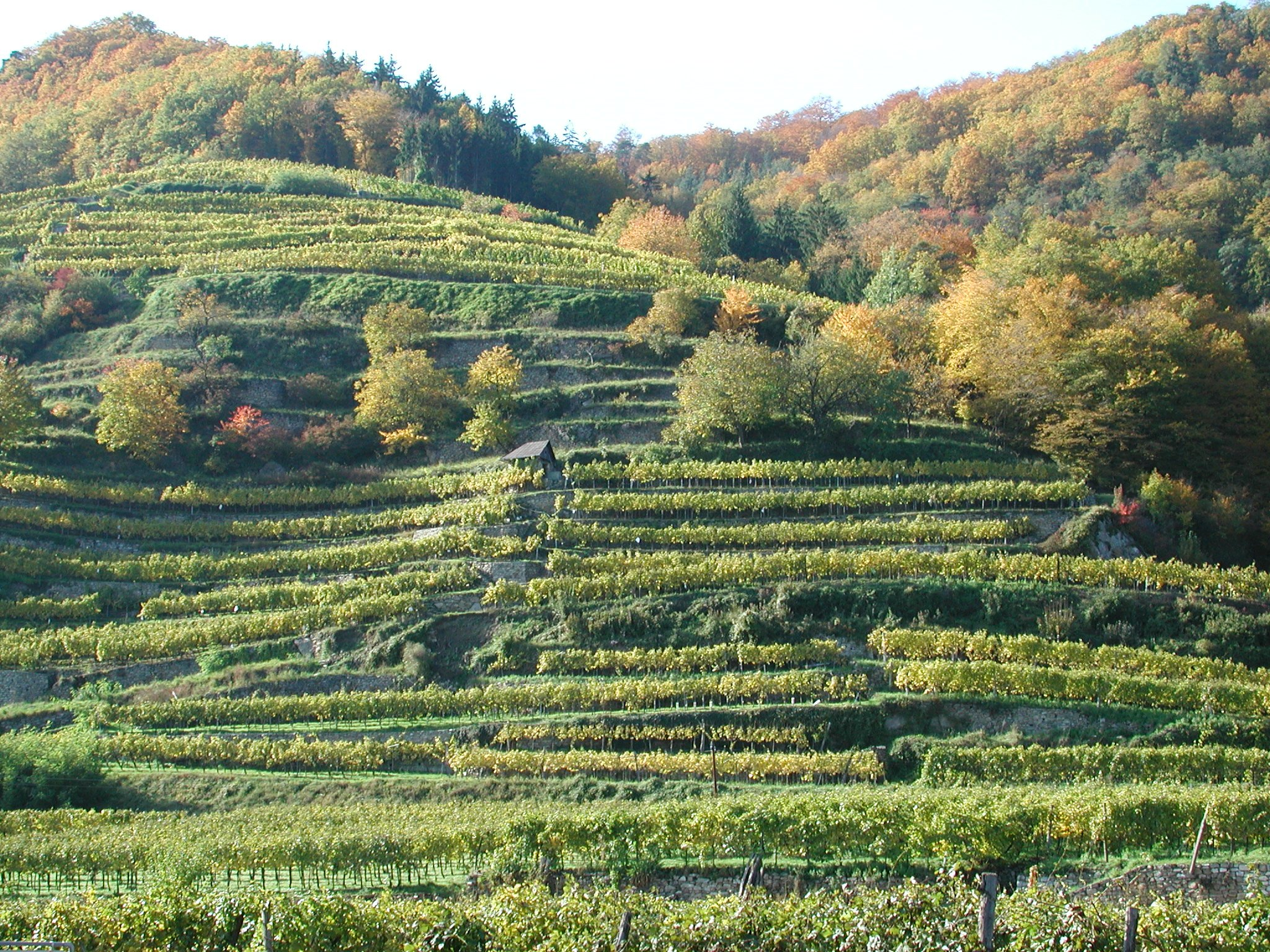
瓦豪山谷的葡萄酒梯田

瓦豪河谷自公元前 4500 年至公元前 1800 年新石器時期時便有人類在此居住，當地人民曾為了耕種和定居而砍伐森林。直到公元前15年，羅馬帝國的軍隊入侵阿爾卑斯山以東和多瑙河上游征服當地居民，建立诺里库姆省，因此瓦豪河谷地區也成為羅馬帝國的一部分。自那時以來，帝國的邊界沿著多瑙河一代興建防禦工事，多瑙河南岸的羅馬統治在直到公元 488 年，日耳曼蠻族國王奧多亞塞征服後才結束。
“瓦豪”這一名稱最早使用於公元830年，當時用於描述多瑙河右岸從阿格斯巴赫到施皮茨地區的村落。後在公元976年，奥地利藩侯，來自巴本堡王朝利奧波德一世開始統治瓦豪河谷地區，在中世紀期間，大量木構造的民間建築開始在不規則形狀的城市街道上興建，這些建築的特色包含陡峭的坡屋頂和高聳的四坡屋頂。本篤會修道院在山谷的傳教行動也為山谷的宗教文化產生了深遠的影響，如建造了許多教堂、小教堂和其他紀念碑等，在文藝復興期間，該地區葡萄酒釀造業的再興對當地的農業產生了密切的影響，其中約瑟夫二世在1784年頒佈允許葡萄種植者能夠自行釀造葡萄酒的法令後，該地葡萄栽培業也日益發展成為當前的龐大規模。
從 1700 年起，瓦豪地區的地標建築進行了許多翻新工程。其中包括 1702 年重建的梅爾克修道院、1715 年至 1733 年間整修的杜倫斯泰因修道院，以及於 1719 年重建的格特維克修道院。在 18 世紀末和 19 世紀末，該地興建的建築產量有所下降。由於在巴伐利亚的世俗統治下關閉了修道院，因此該地區的重要性也日益降低。然而自 1904 年以來，克雷姆斯和梅爾克之間的所有當地居民聚集在一起以確保瓦豪的經濟發展，將歷史遺產與現代化適當地結合起來，密切保護當地城鎮的葡萄酒農莊、小酒館或旅館、磨坊、城堡館、要塞等古蹟群。當前瓦豪指定保存的區域有 5000 座歷史古蹟，但中大部分為私人所有。受到奧地利的聯邦古蹟辦公室所管轄。

### 葡萄酒
瓦豪山谷最著名傳統產業為葡萄酒種植，其歷史起源可以追溯到羅馬帝國時期，並在加洛林王朝時達到頂峰，其中克雷姆斯過去曾作為葡萄酒貿易的中心，迪恩施泰因則為葡萄酒生產地之一而聞名。
葡萄酒能夠在此種植的因素則源自於瓦豪山谷的特殊地質地形、梯田、特定氣候和自然影響等，為該地區杏子和葡萄的生長提供了獨特的條件，其中山谷中白天和寒冷夜晚之間的溫度變化，及保留在水中的熱量，覆蓋薄土的石質斜坡等也促進了葡萄的生長過程，從而生產優質且口感醇厚的白葡萄酒，此外由於降雨量不足以讓葡萄在稀薄的土壤上生長，因此人工灌溉成為為葡萄供水的唯一形式。

## 地理

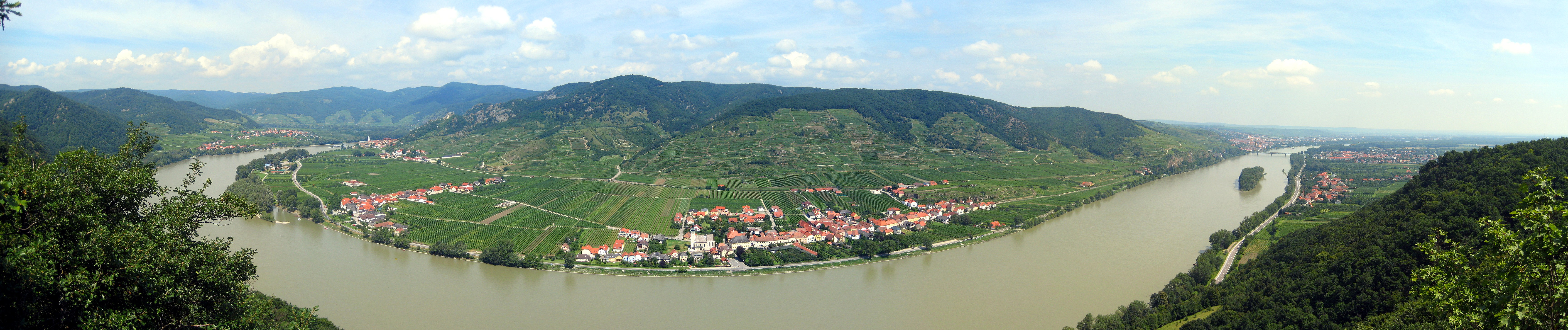
瓦豪河谷的景觀

瓦豪河谷位於梅尔克到克雷姆斯約30公里的多瑙河段，該地區最著名的城鎮包含梅爾克、多瑙河畔克雷姆斯、迪恩施泰因，山谷中的其他重要城鎮和村莊則有威倫多夫、阿特施泰滕-珀布灵等，這些城鎮的建築反映出當地數百年來的變遷和社會結構的變化，由於該地區沒有橫跨多瑙河的橋樑，因此渡輪是過河的唯一途徑，遊客可以乘坐輪船遊覽瓦豪河谷的歷史景點。
其中河谷的地質構造以結晶岩為主，在河谷較寬的河段以及施皮茨地塹則中散佈著第三系、第四系沉積岩，山谷中的土地形成則是由魏森基興周圍和瓦豪河谷起點處的黏土和淤泥沉積物所影響。施皮茨地塹的左岸與瓦豪河谷匯合，也被稱為“原始多瑙河的一部分”。

### 梅爾克
梅爾克是多瑙河畔的小鎮，位於瓦豪河谷的起點處，海拔 228公尺（748 英尺），現有人口為5300人，其城市的歷史與與古羅馬文明（作為邊境哨所）相關有關，該處以巴洛克式本篤會修道院梅爾克修道院而聞名，修道院所在的峭壁過去曾是公王朝巴本堡家族的城堡，現存大量不同風格的民間建築則是於16至18 世紀間所興建。

### 多瑙河畔克雷姆斯
多瑙河畔克雷姆斯是下奧地利邦第五大城，也是多瑙河畔的交通樞紐，當前該城市作為一個商業、文化城市以及克雷姆斯地區縣的行政中心，保存了充滿巴洛克風格的老城區。

### 施皮茨
斯皮茨地區保存如鵝卵石街道和葡萄園等景色。距離克雷姆斯 17 公里（11 英里）。該小鎮自凱爾特時代就已存在，在830 年首次於文獻中被提及。

### 迪恩施泰因
迪恩施泰因小鎮建在海拔630公尺（190 米）的岩石河角上，保存著過去能夠居民永久定居和抵禦洪水的防禦工事，目前則是知名的葡萄酒產區，以其風景優美的環境而聞名，也是瓦豪河谷最受熱門的觀光景點。

## 登錄世界遺產
2000 年 12 月，瓦豪因其豐富的建築和農業歷史，以“瓦豪文化景觀”名義由聯合國教科文組織收入於世界文化遺產名錄，編號第970號，認為其滿足以下兩個獲選條件：.
1. 瓦豪擁有群山環繞的河流景觀，其長期歷史的變遷中完好地保存了其原有的歷史舊貌。（文化遗产标准二）；
2. 瓦豪的建築、居住區和土地的耕種雖隨着歲月發展演變，但依舊保存了基本的中世紀景觀，呈現出一派和諧的景象。（文化遗产标准四）；

## 圖片及著名建築

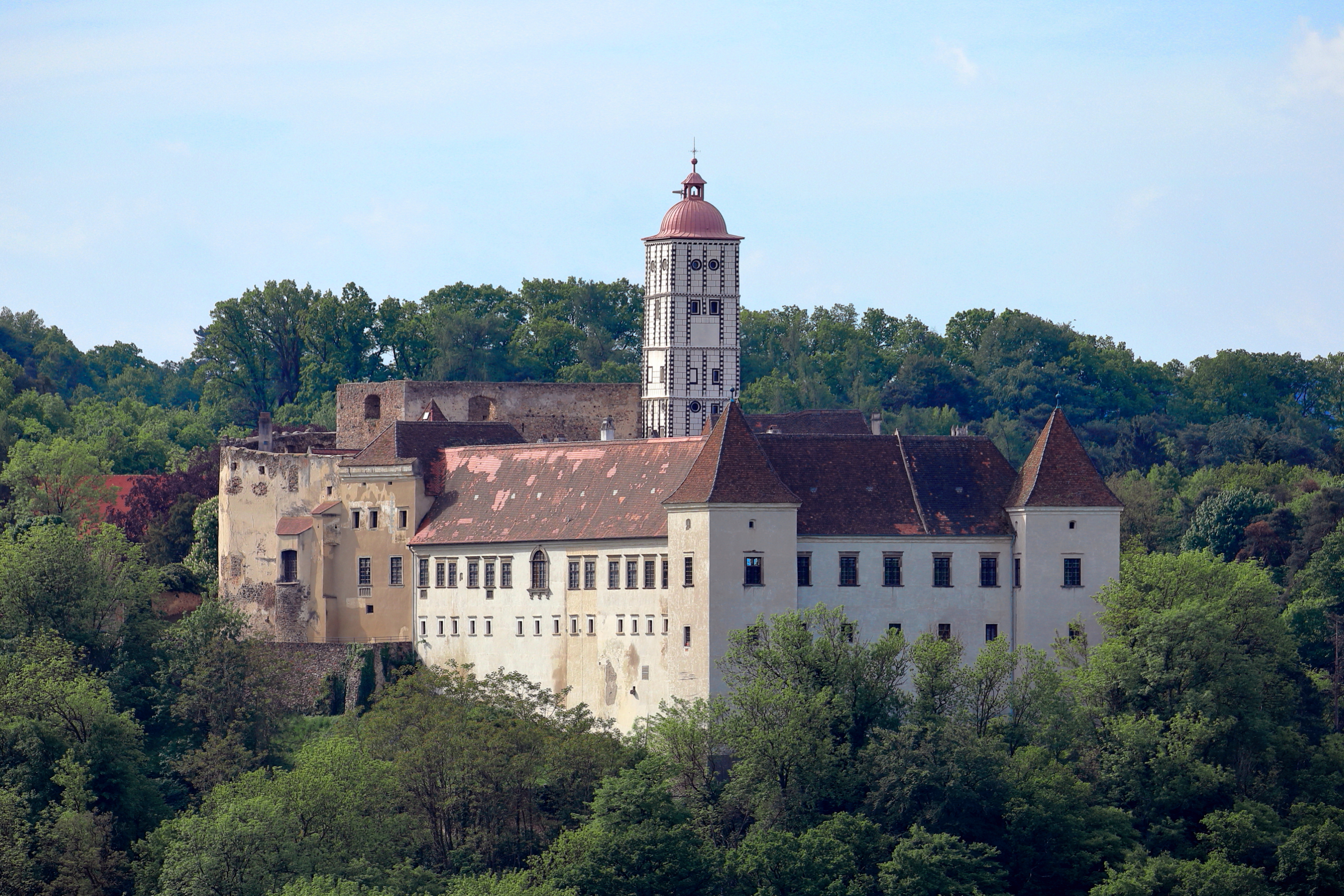
夏拉堡（Schallaburg Castle）
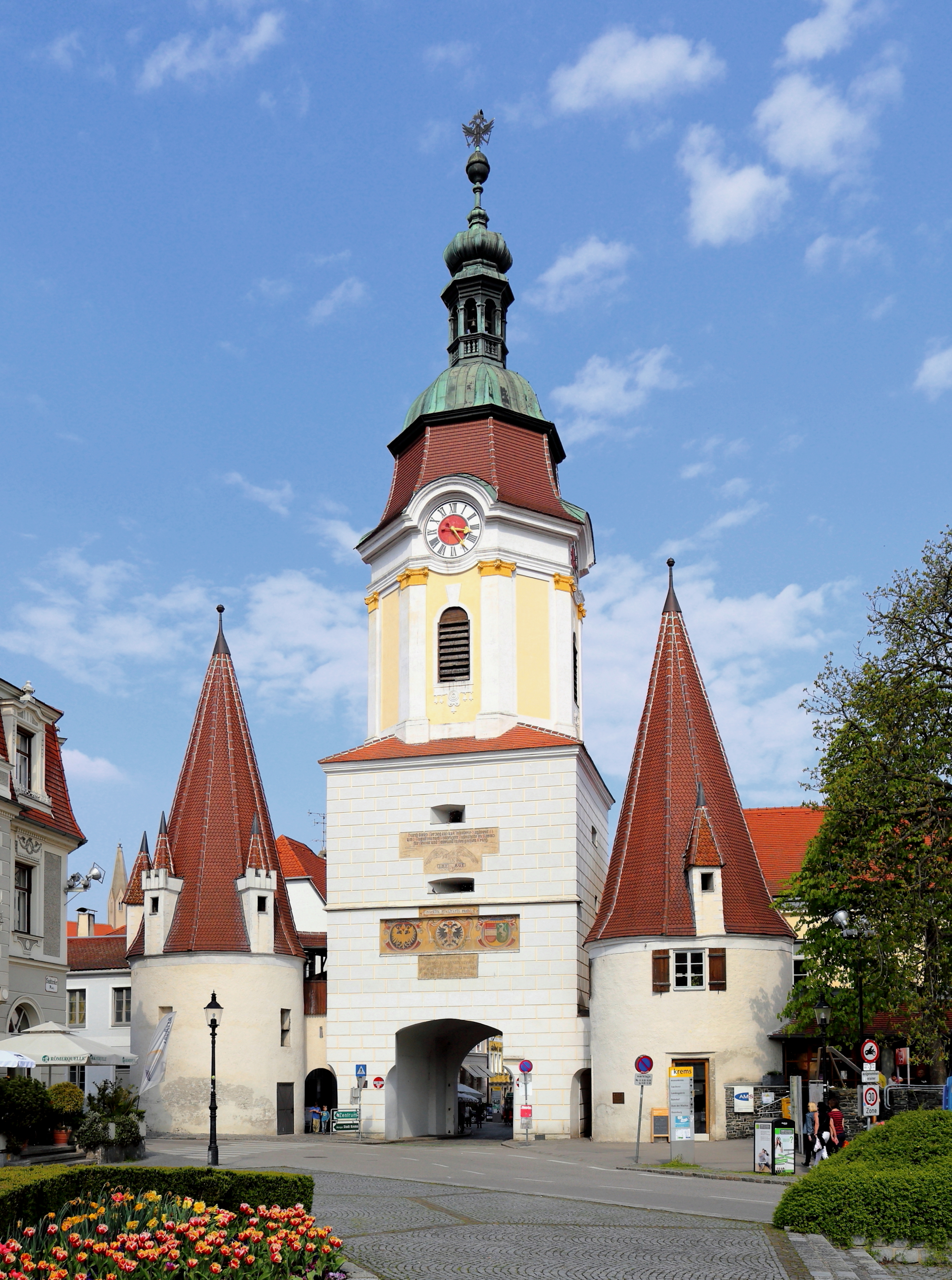
斯坦因門（Steiner Tor）
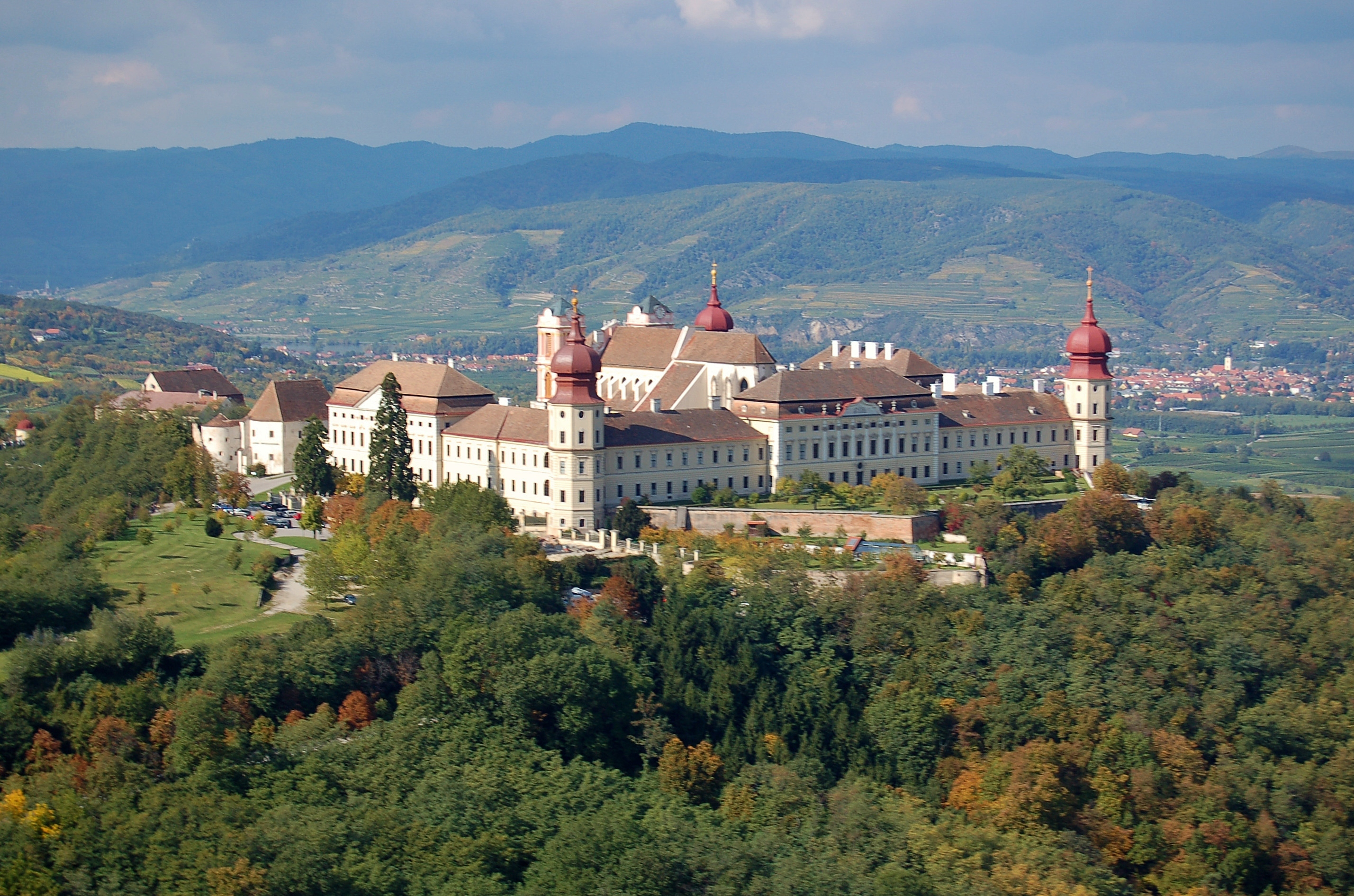
格特維克修道院
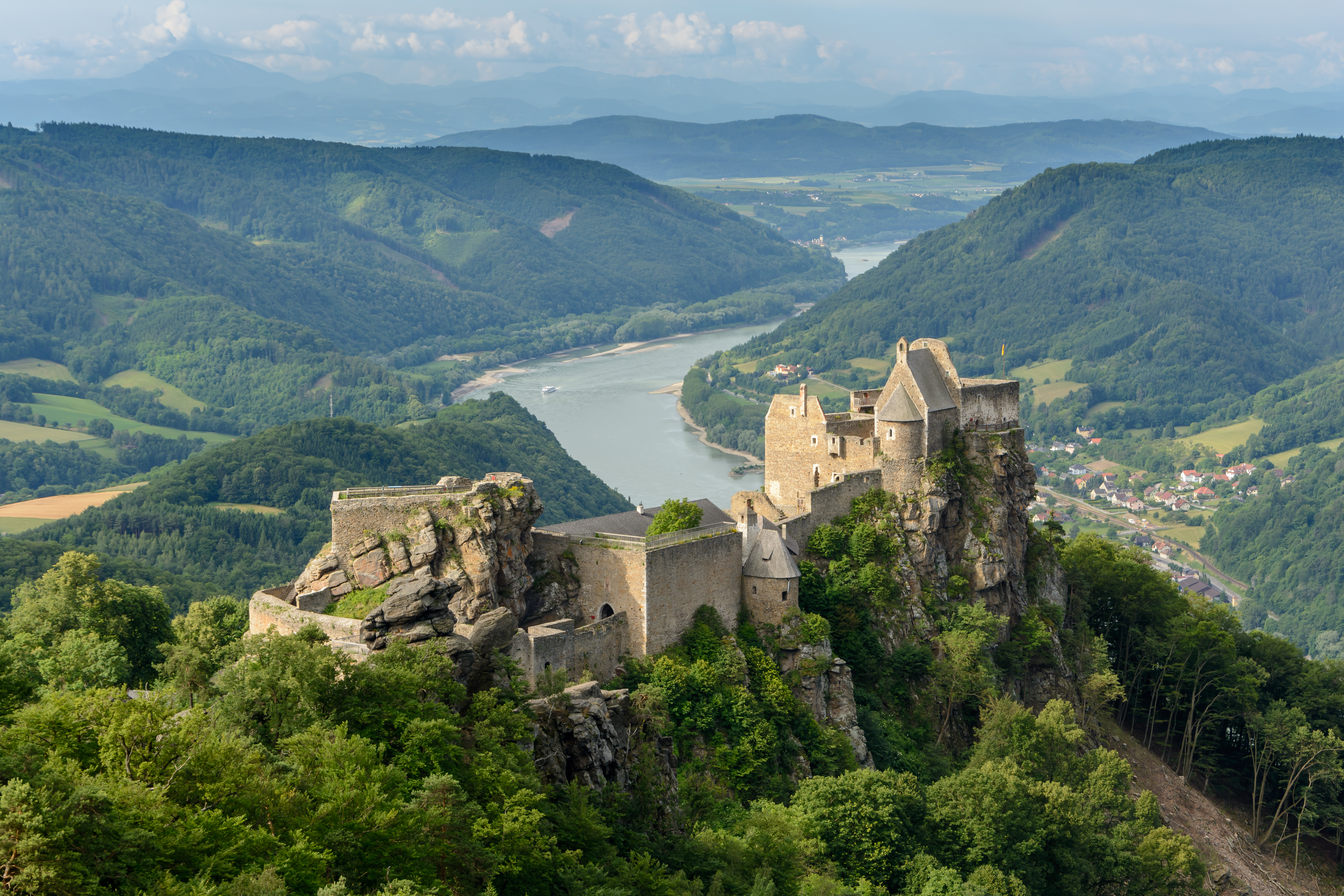
阿格斯泰因城堡

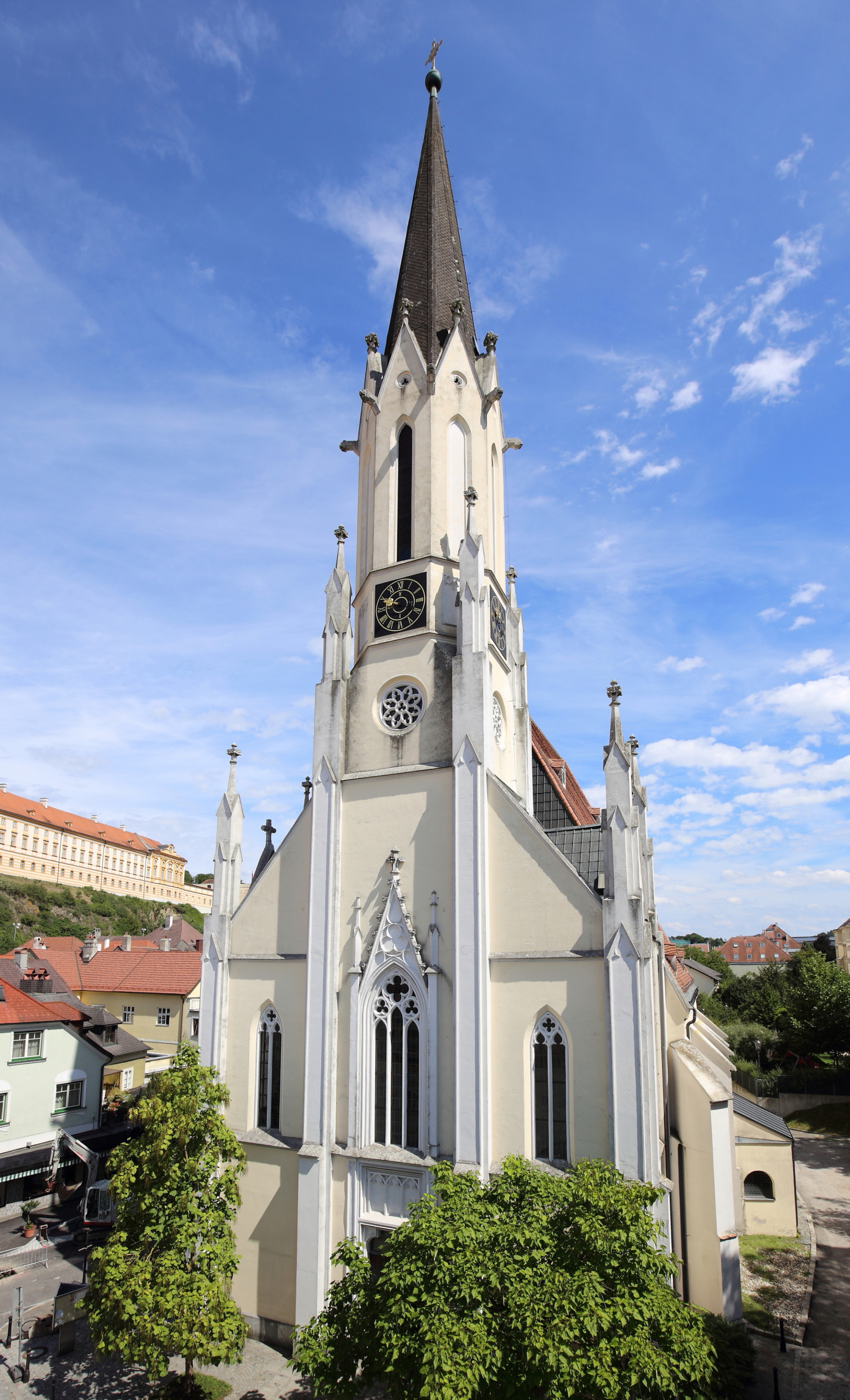
梅爾克聖母升天教堂
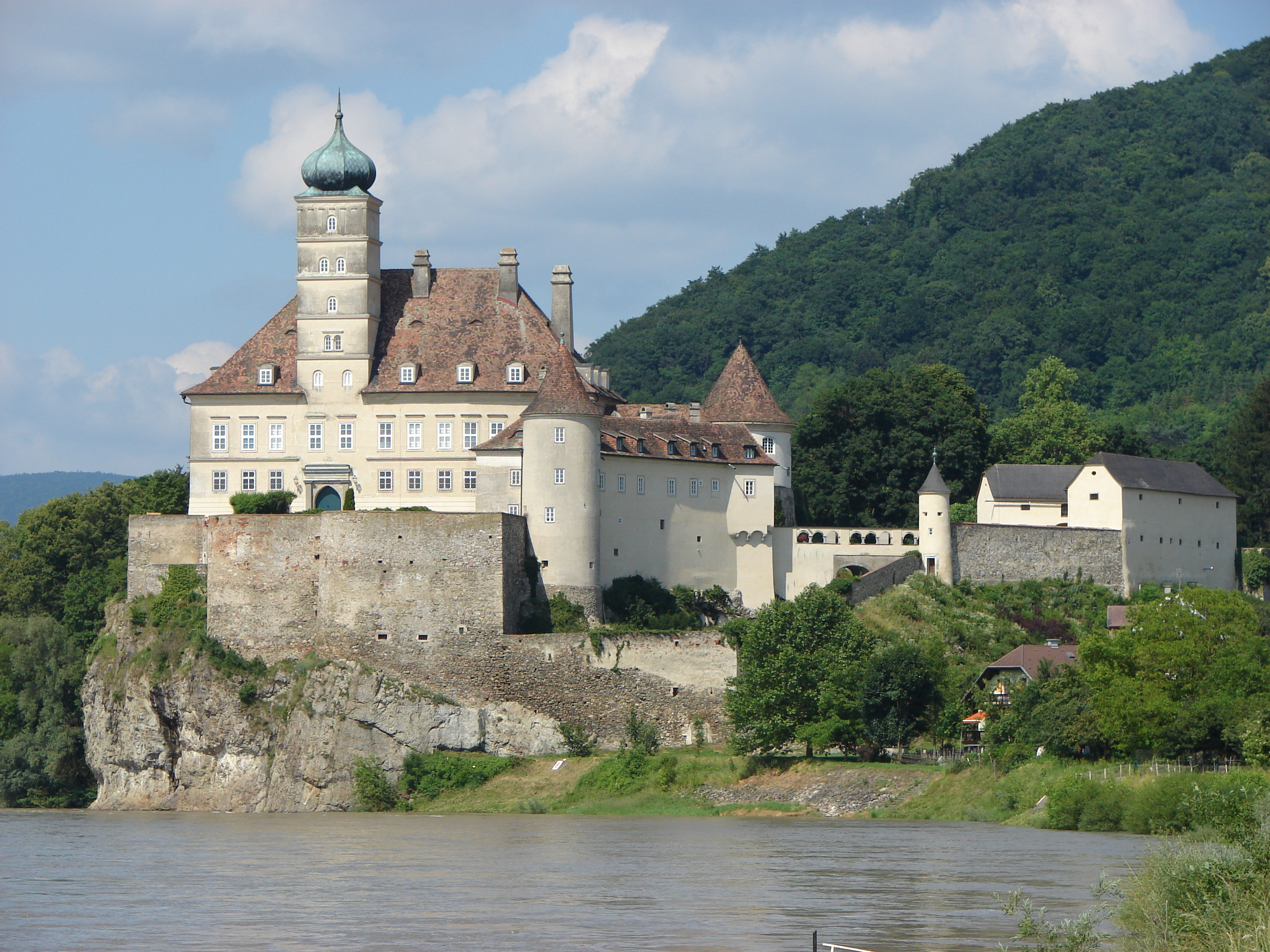
舍恩比爾堡（Schönbühel）
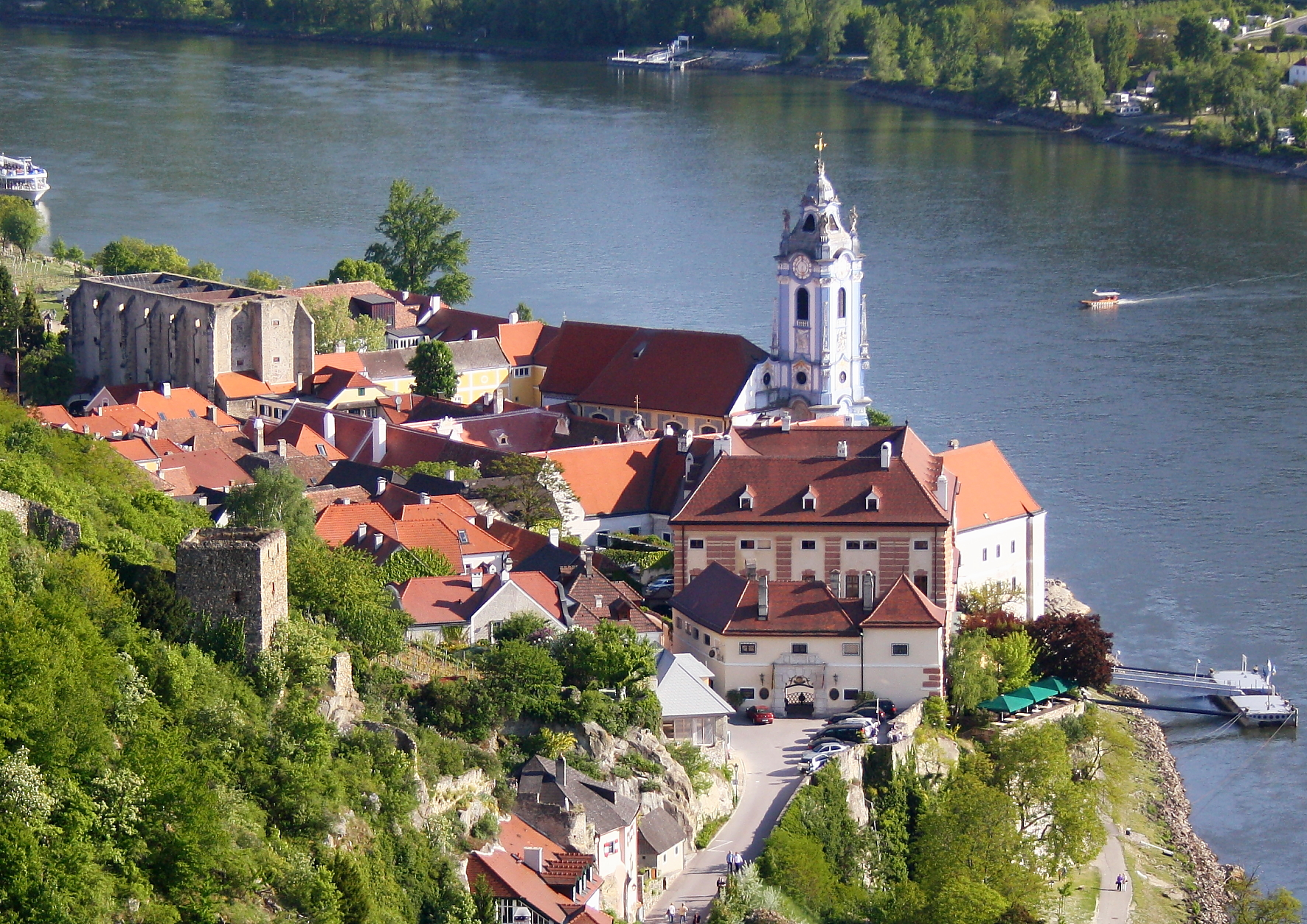
迪恩施泰因的風景
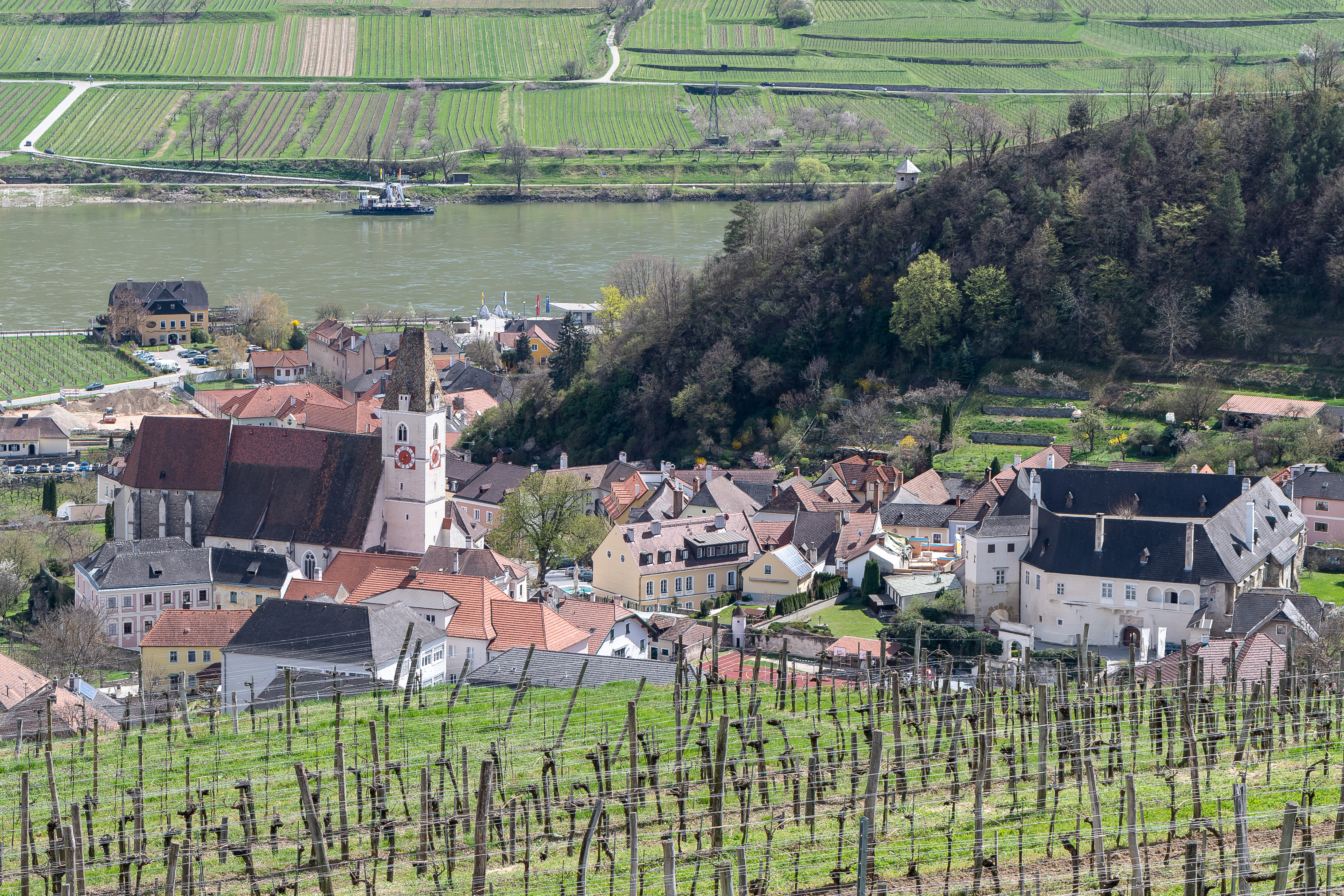
施皮茨的風景